# Lassana Diarra
Lassana Diarra, noto come Lass (Parigi, 10 marzo 1985), è un ex calciatore francese, di ruolo centrocampista.

## Biografia
In Spagna era noto come Lass, per non confonderlo con Mahamadou Diarra, suo compagno di squadra nel Real Madrid fino al 2010.

## Caratteristiche tecniche
Mediano con attitudine difensiva, era abile nel contrastare e recuperare palla, e dotato di buon senso della posizione; all'occorrenza, poteva giocare sulla fascia destra in una difesa a quattro.

## Carriera

### Club

#### Esordi e Chelsea
Ha cominciato la propria carriera nel Le Havre, in Ligue 2. Grazie alle sue ottime prestazioni viene convocato nella Nazionale francese Under-21, attirando su di sé l'interesse di molti club, tra cui il Chelsea che individua l'erede di Makélélé. Nel luglio 2005 viene ingaggiato dal club londinese per una cifra poco inferiore ai 5 milioni di euro.
Nonostante le premesse, fa il suo esordio con la maglia dei Blues solo nell'ottobre 2005 nell'incontro valido per la UEFA Champions League contro gli spagnoli del Betis Siviglia. Trova continuità di prestazioni giocando con la squadra riserve, per poi esordire in campionato nel febbraio 2006, subentrando al connazionale Claude Makélélé nel match contro il Liverpool, perso da questi ultimi per 2-0.
Al termine della sua prima stagione in Inghilterra viene nominato come miglior giovane del Chelsea malgrado l'esiguo numero di presenze, solamente 7 apparizioni, di cui solo quattro in campo dal primo minuto, complessivamente tra Premier League, FA Cup ed UEFA Champions League.
Nella stagione 2006-2007 viene impiegato con maggiore frequenza, nonostante sia stato costretto ad adattarsi nell'inconsueto ruolo di terzino destro, complici i vari infortuni della squadra allenata allora da José Mourinho.

#### Arsenal e Portsmouth
Ad un anno dalla scadenza del suo contratto il 31 agosto 2007 viene acquistato dall'Arsenal per 2,9 milioni di euro, fortemente voluto dall'allenatore della squadra londinese Wenger, che lo definì come un giocatore in grado di ricoprire svariati ruoli all'interno del campo, Decide di vestire la maglia numero 8 lasciata libera dall'addio dell'idolo della tifoseria Fredrik Ljungberg passato al West Ham.
Con i Gunners debutta contro il Newcastle giocando per tutti i novanta minuti. Il suo minutaggio diminuì progressivamente, complice l'esplosione del centrocampista francese Mathieu Flamini.
Il 17 gennaio 2008 è stato ceduto al Portsmouth per 7 milioni di euro. Diventa un punto fermo della squadra allenata da Harry Redknapp, conquistando alla prima stagione con il Pompey una Coppa d'Inghilterra da protagonista.

#### Real Madrid

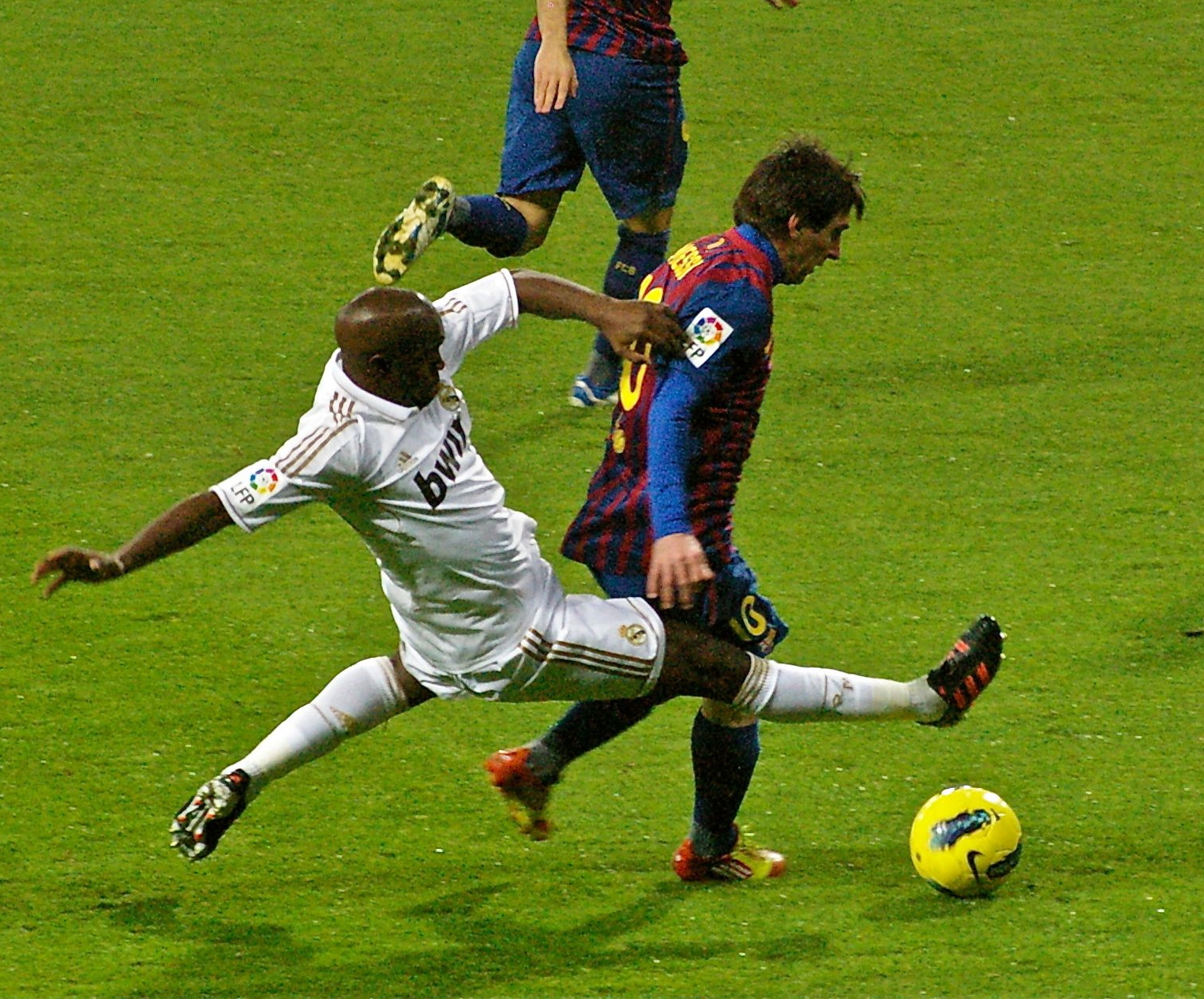
Diarra affronta Lionel Messi durante un Real Madrid-Barcellona del dicembre 2011.

Dopo un anno con la squadra britannica, il 21 dicembre 2008 il club di Portsmouth annuncia di aver accettato l'offerta di 20 milioni di euro dal Real Madrid. Con le "Merengues" viene subito impiegato da titolare, facendo il suo esordio contro i valenciani del Villarreal, match vinto dai madrileni per uno a zero.
Dopo aver vestito la maglia numero 6, lasciata libera dal maliano Mahamadou Diarra, l'anno successivo vede assegnatagli la gloriosa numero 10, appartenuta in precedenza a Wesley Sneijder. Segna la sua prima rete con il club spagnolo alla prima di campionato della stagione 2009-2010 contro il Deportivo de La Coruña, marcatura decisiva ai fini del risultato finale.

#### Esperienze in Russia

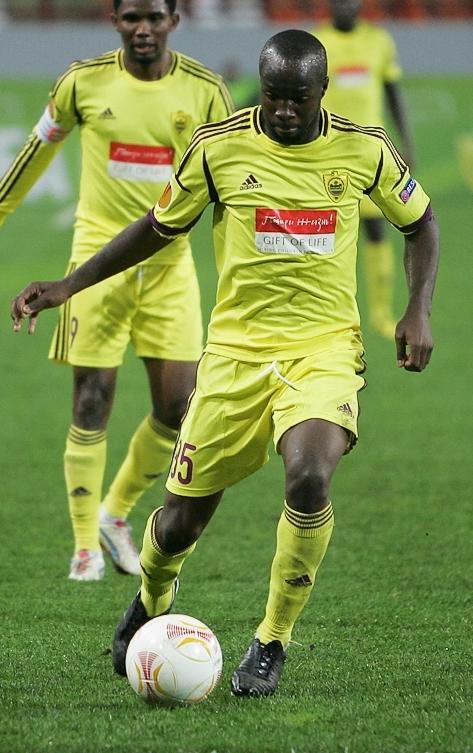
Diarra in azione con la maglia dell'Anži nel 2012.

Il 1º settembre 2012 viene ufficializzato il passaggio del mediano francese ai russi dell'Anži per 5 milioni di euro. Qui gioca in tutto 28 partite e segna 1 gol tra campionato, Coppa di Russia e Europa League
Il 20 agosto 2013 si trasferisce alla Lokomotiv Mosca per 12 milioni di euro firmando un contratto da 6 milioni l'anno scegliendo di indossare la maglia numero 85. Mette insieme 17 presenze e 1 rete in campionato e già il 31 agosto 2014 si sarebbe liberato dalla squadra russa, ma ne nasce un contenzioso simile al caso Mutu post-Chelsea.

#### Olympique Marsiglia
Il 24 luglio 2015 viene reso noto il suo trasferimento all'Olympique Marsiglia, con cui firma un quadriennale. Il 14 febbraio 2017, dopo aver giocato un anno e mezzo con il Marsiglia, rescinde consensualmente il suo contratto.

#### Al-Jazira
Il 18 luglio 2017 viene ingaggiato dall’Al-Jazira. Il 24 dicembre, dopo appena cinque partite disputate in campionato, rescinde consensualmente il contratto.

#### Paris Saint-Germain
Il 22 gennaio 2018 firma un contratto della durata di 18 mesi con il Paris Saint-Germain.
Il 19 febbraio 2019 rescinde il contratto che lo legava alla squadra francese, dando contestualmente l'addio al calcio giocato.

### Nazionale
Diarra è stato convocato 8 volte nella nazionale francese Under-21, mentre con la nazionale maggiore ha esordito nella partita tra Lituania-Francia del 24 marzo 2007, valida per le qualificazioni ad Euro 2008.
Non viene convocato dal CT Domenech per i Mondiali di Sudafrica 2010 poiché colpito da un'anemia falciforme. Nell'ottobre 2015 viene convocato dopo più di cinque anni dall'ultima partita in nazionale dal C.T. Deschamps per la partita amichevole contro l'Armenia.
Il 13 novembre 2015, mentre era impegnato nell'amichevole giocata allo Stade de France contro la Germania, Diarra ha subito la perdita della cugina, Asta Diakité, perita negli attacchi terroristici avvenuti a Parigi proprio in quegli istanti.
Viene convocato per gli Europei 2016 in Francia, ma non può parteciparvi per infortunio e viene sostituito da Morgan Schneiderlin.

## Statistiche

### Presenze e reti nei club
Statistiche aggiornate al 26 agosto 2016.
| Stagione                   | Squadra                    | Campionato                 | Campionato | Campionato | Coppe nazionali | Coppe nazionali | Coppe nazionali | Coppe continentali | Coppe continentali | Coppe continentali | Altre coppe | Altre coppe | Altre coppe | Totale | Totale |
| Stagione                   | Squadra                    | Comp                       | Pres       | Reti       | Comp            | Pres            | Reti            | Comp               | Pres               | Reti               | Comp        | Pres        | Reti        | Pres   | Reti   |
| -------------------------- | -------------------------- | -------------------------- | ---------- | ---------- | --------------- | --------------- | --------------- | ------------------ | ------------------ | ------------------ | ----------- | ----------- | ----------- | ------ | ------ |
| 2004-2005                  | Le Havre                   | L2                         | 29         | 0          | CF+CdL          | 0+0             | 0               | -                  | -                  | -                  | -           | -           | -           | 29     | 0      |
| 2005-2006                  | Chelsea                    | PL                         | 3          | 0          | FACup+CdL       | 2+0             | 0               | UCL                | 2                  | 0                  | -           | -           | -           | 7      | 0      |
| 2006-2007                  | Chelsea                    | PL                         | 10         | 0          | FACup+CdL       | 4+3             | 0               | UCL                | 5                  | 0                  | CS          | 1           | 0           | 23     | 0      |
| ago. 2007                  | Chelsea                    | PL                         | 0          | 0          | FACup+CdL       | 0+0             | 0               | UCL                | 0                  | 0                  | CS          | 1           | 0           | 1      | 0      |
| Totale Chelsea             | Totale Chelsea             | Totale Chelsea             | 13         | 0          |                 | 9               | 0               |                    | 7                  | 0                  |             | 2           | 0           | 31     | 0      |
| 2007-gen. 2008             | Arsenal                    | PL                         | 7          | 0          | FACup+CdL       | 0+3             | 0               | UCL                | 3                  | 0                  | -           | -           | -           | 13     | 0      |
| gen.-giu. 2008             | Portsmouth                 | PL                         | 12         | 1          | FACup+CdL       | 5+0             | 1+0             | -                  | -                  | -                  | -           | -           | -           | 17     | 2      |
| 2008-gen. 2009             | Portsmouth                 | PL                         | 12         | 0          | FACup+CdL       | 0+0             | 0               | CU                 | 2                  | 1                  | CS          | 1           | 0           | 15     | 1      |
| Totale Portsmouth          | Totale Portsmouth          | Totale Portsmouth          | 24         | 1          |                 | 5               | 1               |                    | 2                  | 1                  |             | 1           | 0           | 32     | 3      |
| gen.-giu. 2009             | Real Madrid                | PD                         | 19         | 0          | CR              | 0               | 0               | UCL                | 2                  | 0                  | -           | -           | -           | 21     | 0      |
| 2009-2010                  | Real Madrid                | PD                         | 23         | 1          | CR              | 1               | 0               | UCL                | 6                  | 0                  | -           | -           | -           | 30     | 1      |
| 2010-2011                  | Real Madrid                | PD                         | 26         | 0          | CR              | 3               | 0               | UCL                | 10                 | 0                  | -           | -           | -           | 39     | 0      |
| 2011-2012                  | Real Madrid                | PD                         | 17         | 0          | CR              | 4               | 0               | UCL                | 4                  | 0                  | SS          | 0           | 0           | 25     | 0      |
| ago.-set. 2012             | Real Madrid                | PD                         | 2          | 0          | CR              | 0               | 0               | UCL                | 0                  | 0                  | SS          | 0           | 0           | 2      | 0      |
| Totale Real Madrid         | Totale Real Madrid         | Totale Real Madrid         | 87         | 1          |                 | 8               | 0               |                    | 22                 | 0                  |             | 0           | 0           | 117    | 1      |
| 2012                       | Anži                       | PL                         | 14         | 0          | CR              | 3               | 1               | UEL                | 7                  | 0                  | -           | -           | -           | 24     | 1      |
| 2013                       | Anži                       | PL                         | 4          | 0          | CR              | 0               | 0               | UEL                | 0                  | 0                  | -           | -           | -           | 4      | 0      |
| Totale Anži                | Totale Anži                | Totale Anži                | 18         | 0          |                 | 3               | 1               |                    | 7                  | 0                  |             | -           | -           | 28     | 1      |
| ago. 2013                  | Lokomotiv Mosca            | PL                         | 17         | 1          | CR              | 0               | 0               | UEL                | 0                  | 0                  | -           | -           | -           | 17     | 1      |
| 2014                       | Lokomotiv Mosca            | PL                         | 0          | 0          | CR              | 0               | 0               | -                  | -                  | -                  | -           | -           | -           | 0      | 0      |
| Totale Lokomotiv Mosca     | Totale Lokomotiv Mosca     | Totale Lokomotiv Mosca     | 17         | 1          |                 | 0               | 0               |                    | 0                  | 0                  |             | -           | -           | 17     | 1      |
| ago.2015-2016              | O. Marsiglia               | L1                         | 26         | 1          | CF+CdL          | 2+1             | 0               | UEL                | 4                  | 0                  | -           | -           | -           | 33     | 1      |
| 2016-feb. 2017             | O. Marsiglia               | L1                         | 3          | 0          | CF+CdL          | 0+0             | 0               | -                  | -                  | -                  | -           | -           | -           | 3      | 0      |
| Totale O. Marsiglia        | Totale O. Marsiglia        | Totale O. Marsiglia        | 29         | 1          |                 | 3               | 0               |                    | 4                  | 0                  |             | -           | -           | 36     | 1      |
| 2017-gen. 2018             | Al-Jazira                  | PL                         | 5          | 0          | CdL             | 0               | 0               | -                  | -                  | -                  | -           | -           | -           | 0      | 0      |
| gen.-giu. 2018             | Paris Saint-Germain        | L1                         | 10         | 0          | CF+CdL          | 2+2             | 0               | UCL                | 1                  | 0                  | -           | -           | -           | 15     | 0      |
| 2018-feb. 2019             | Paris Saint-Germain        | L1                         | 3          | 0          | CF+CdL          | 0+0             | 0               | UCL                | 0                  | 0                  | SF          | 1           | 0           | 4      | 0      |
| Totale Paris Saint-Germain | Totale Paris Saint-Germain | Totale Paris Saint-Germain | 13         | 0          |                 | 4               | 0               |                    | 1                  | 0                  |             | 1           | 0           | 19     | 0      |
| Totale carriera            | Totale carriera            | Totale carriera            | 242        | 4          |                 | 35              | 2               |                    | 46                 | 1                  |             | 4           | 0           | 327    | 7      |

### Cronologia presenze e reti in nazionale
| Cronologia completa delle presenze e delle reti in nazionale ― Francia | Cronologia completa delle presenze e delle reti in nazionale ― Francia | Cronologia completa delle presenze e delle reti in nazionale ― Francia | Cronologia completa delle presenze e delle reti in nazionale ― Francia | Cronologia completa delle presenze e delle reti in nazionale ― Francia | Cronologia completa delle presenze e delle reti in nazionale ― Francia | Cronologia completa delle presenze e delle reti in nazionale ― Francia | Cronologia completa delle presenze e delle reti in nazionale ― Francia |
| Data                                                                   | Città                                                                  | In casa                                                                | Risultato                                                              | Ospiti                                                                 | Competizione                                                           | Reti                                                                   | Note                                                                   |
| ---------------------------------------------------------------------- | ---------------------------------------------------------------------- | ---------------------------------------------------------------------- | ---------------------------------------------------------------------- | ---------------------------------------------------------------------- | ---------------------------------------------------------------------- | ---------------------------------------------------------------------- | ---------------------------------------------------------------------- |
| 24-3-2007                                                              | Kaunas                                                                 | Lituania                                                               | 0 – 1                                                                  | Francia                                                                | Qual. Euro 2008                                                        | -                                                                      | 79’                                                                    |
| 28-3-2007                                                              | Saint-Denis                                                            | Francia                                                                | 1 – 0                                                                  | Austria                                                                | Amichevole                                                             | -                                                                      |                                                                        |
| 2-6-2007                                                               | Saint-Denis                                                            | Francia                                                                | 2 – 0                                                                  | Ucraina                                                                | Qual. Euro 2008                                                        | -                                                                      | 81’                                                                    |
| 8-9-2007                                                               | Milano                                                                 | Italia                                                                 | 0 – 0                                                                  | Francia                                                                | Qual. Euro 2008                                                        | -                                                                      |                                                                        |
| 12-9-2007                                                              | Parigi                                                                 | Francia                                                                | 0 – 1                                                                  | Scozia                                                                 | Qual. Euro 2008                                                        | -                                                                      |                                                                        |
| 13-10-2007                                                             | Tórshavn                                                               | Fær Øer                                                                | 0 – 6                                                                  | Francia                                                                | Qual. Euro 2008                                                        | -                                                                      | 73’                                                                    |
| 17-10-2007                                                             | Nantes                                                                 | Francia                                                                | 2 – 0                                                                  | Lituania                                                               | Qual. Euro 2008                                                        | -                                                                      | 70’                                                                    |
| 16-11-2007                                                             | Saint-Denis                                                            | Francia                                                                | 2 – 2                                                                  | Marocco                                                                | Amichevole                                                             | -                                                                      |                                                                        |
| 21-11-2007                                                             | Kiev                                                                   | Ucraina                                                                | 2 – 2                                                                  | Francia                                                                | Qual. Euro 2008                                                        | -                                                                      |                                                                        |
| 6-2-2008                                                               | Malaga                                                                 | Spagna                                                                 | 1 – 0                                                                  | Francia                                                                | Amichevole                                                             | -                                                                      |                                                                        |
| 27-5-2008                                                              | Grenoble                                                               | Francia                                                                | 2 – 0                                                                  | Ecuador                                                                | Amichevole                                                             | -                                                                      |                                                                        |
| 31-5-2008                                                              | Tolosa                                                                 | Francia                                                                | 0 – 0                                                                  | Paraguay                                                               | Amichevole                                                             | -                                                                      | 46’                                                                    |
| 3-6-2008                                                               | Saint-Denis                                                            | Francia                                                                | 1 – 0                                                                  | Colombia                                                               | Amichevole                                                             | -                                                                      | 65’                                                                    |
| 20-8-2008                                                              | Göteborg                                                               | Svezia                                                                 | 2 – 3                                                                  | Francia                                                                | Amichevole                                                             | -                                                                      | 31’                                                                    |
| 6-9-2008                                                               | Vienna                                                                 | Austria                                                                | 3 – 1                                                                  | Francia                                                                | Qual. Mondiali 2010                                                    | -                                                                      |                                                                        |
| 10-9-2008                                                              | Saint-Denis                                                            | Francia                                                                | 2 – 1                                                                  | Serbia                                                                 | Qual. Mondiali 2010                                                    | -                                                                      |                                                                        |
| 11-2-2009                                                              | Marsiglia                                                              | Francia                                                                | 0 – 2                                                                  | Argentina                                                              | Amichevole                                                             | -                                                                      |                                                                        |
| 28-3-2009                                                              | Kaunas                                                                 | Lituania                                                               | 0 – 1                                                                  | Francia                                                                | Qual. Mondiali 2010                                                    | -                                                                      |                                                                        |
| 1-4-2009                                                               | Saint-Denis                                                            | Francia                                                                | 1 – 0                                                                  | Lituania                                                               | Qual. Mondiali 2010                                                    | -                                                                      |                                                                        |
| 5-6-2009                                                               | Lione                                                                  | Francia                                                                | 1 – 0                                                                  | Turchia                                                                | Amichevole                                                             | -                                                                      |                                                                        |
| 12-8-2009                                                              | Tórshavn                                                               | Fær Øer                                                                | 0 – 1                                                                  | Francia                                                                | Qual. Mondiali 2010                                                    | -                                                                      |                                                                        |
| 5-9-2009                                                               | Saint-Denis                                                            | Francia                                                                | 1 – 1                                                                  | Romania                                                                | Qual. Mondiali 2010                                                    | -                                                                      |                                                                        |
| 9-9-2009                                                               | Belgrado                                                               | Serbia                                                                 | 1 – 1                                                                  | Francia                                                                | Qual. Mondiali 2010                                                    | -                                                                      | 79’                                                                    |
| 10-10-2009                                                             | Guingamp                                                               | Francia                                                                | 5 – 0                                                                  | Fær Øer                                                                | Qual. Mondiali 2010                                                    | -                                                                      | 90+4’                                                                  |
| 14-11-2009                                                             | Dublino                                                                | Irlanda                                                                | 0 – 1                                                                  | Francia                                                                | Qual. Mondiali 2010                                                    | -                                                                      |                                                                        |
| 18-11-2009                                                             | Saint-Denis                                                            | Francia                                                                | 1 – 1 dts                                                              | Irlanda                                                                | Qual. Mondiali 2010                                                    | -                                                                      |                                                                        |
| 3-3-2010                                                               | Saint-Denis                                                            | Francia                                                                | 0 – 2                                                                  | Spagna                                                                 | Amichevole                                                             | -                                                                      |                                                                        |
| 11-8-2010                                                              | Oslo                                                                   | Norvegia                                                               | 2 – 1                                                                  | Francia                                                                | Amichevole                                                             | -                                                                      | 46’                                                                    |
| 8-10-2015                                                              | Nizza                                                                  | Francia                                                                | 4 – 0                                                                  | Armenia                                                                | Amichevole                                                             | -                                                                      |                                                                        |
| 13-11-2015                                                             | Saint-Denis                                                            | Francia                                                                | 2 – 0                                                                  | Germania                                                               | Amichevole                                                             | -                                                                      | 80’                                                                    |
| 17-11-2015                                                             | Londra                                                                 | Inghilterra                                                            | 2 – 0                                                                  | Francia                                                                | Amichevole                                                             | -                                                                      | 57’                                                                    |
| 25-3-2016                                                              | Amsterdam                                                              | Paesi Bassi                                                            | 2 – 3                                                                  | Francia                                                                | Amichevole                                                             | -                                                                      | 46’                                                                    |
| 29-3-2016                                                              | Saint-Denis                                                            | Francia                                                                | 4 – 2                                                                  | Russia                                                                 | Amichevole                                                             | -                                                                      |                                                                        |
| 30-5-2016                                                              | Nantes                                                                 | Francia                                                                | 3 – 2                                                                  | Camerun                                                                | Amichevole                                                             | -                                                                      | 46’                                                                    |
| Totale                                                                 |                                                                        | Presenze                                                               | 34                                                                     |                                                                        | Reti                                                                   | 0                                                                      |                                                                        |

## Palmarès

### Club
- Community Shield: 1

Chelsea: 2005
- Campionato inglese: 1

Chelsea: 2005-2006
- Coppa di Lega inglese: 1

Chelsea: 2006-2007
- Coppa d'Inghilterra: 2

Chelsea: 2006-2007
Portsmouth: 2007-2008
- Coppa di Spagna: 1

Real Madrid: 2010-2011
- Campionato spagnolo: 1

Real Madrid: 2011-2012
- Supercoppa di Spagna: 1

Real Madrid: 2012
- Coppa di Lega francese: 1

Paris Saint-Germain: 2017-2018
- Campionato francese: 1

Paris Saint-Germain: 2017-2018
- Coppa di Francia: 1

Paris Saint-Germain: 2017-2018
- Supercoppa francese: 1

Paris Saint-Germain: 2018